# الحاير
الحائر، هي مركز من فئة (أ) وتقع في إمارة مدينة الرياض، والتابعة لمنطقة الرياض في السعودية. وتبعد الحائر عن إمارة الرياض بمسافة تقارب (27) كم.